# Wzmacniacz elektroakustyczny

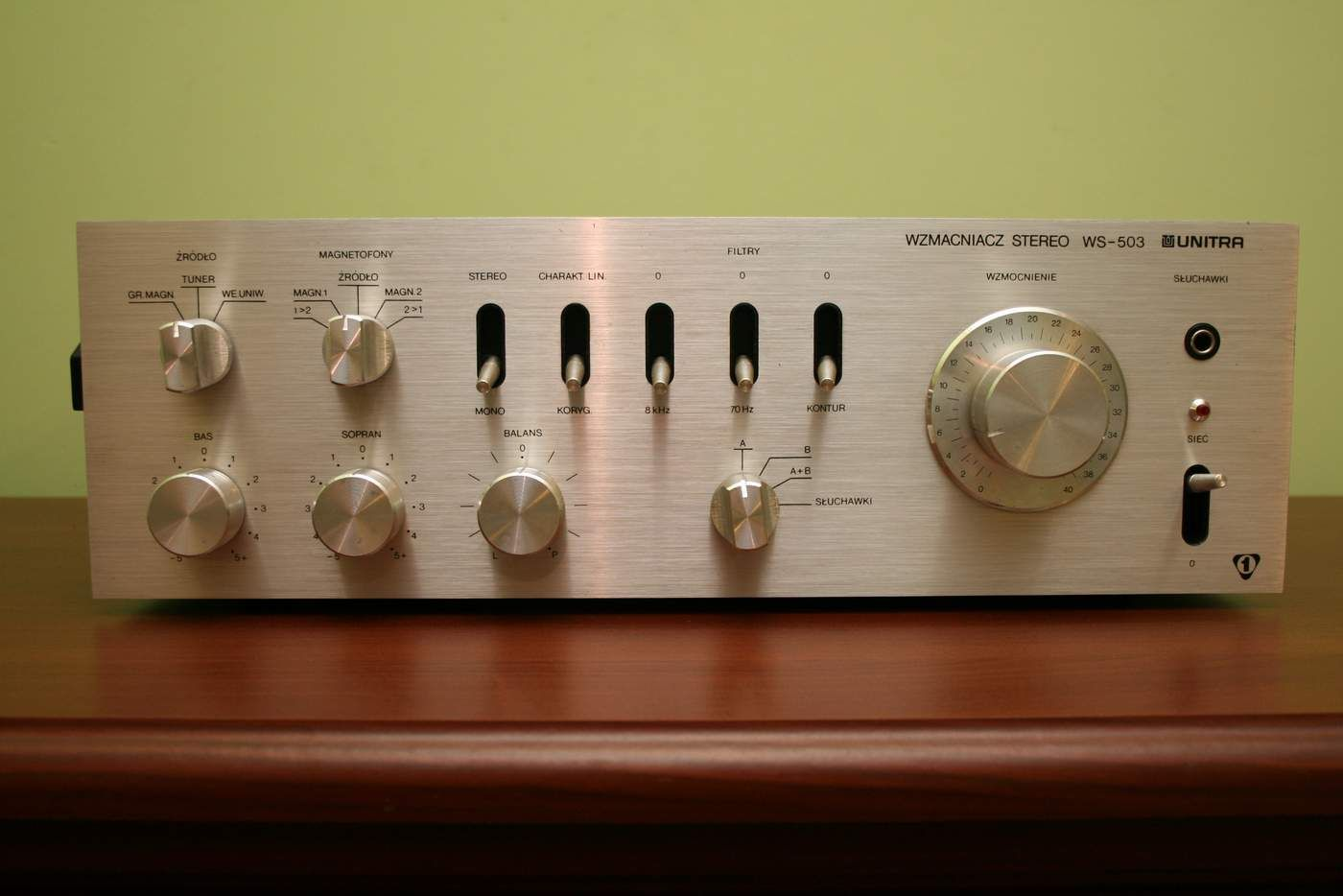
Przykład wzmacniacza elektroakustycznego zbudowanego przy użyciu tranzystorów

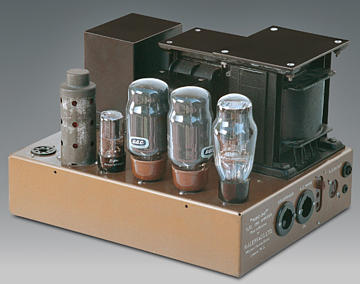
Przykład wzmacniacza elektroakustycznego zbudowanego przy użyciu lamp elektronowych

Wzmacniacz elektroakustyczny, wzmacniacz audio – wzmacniacz pracujący w zakresie częstotliwości akustycznych (16 Hz – 20 kHz), który służy do wzmacniania sygnałów analogowych pochodzących ze źródeł sygnału elektroakustycznego jak np. gramofon, magnetofon, mikrofon, radioodbiornik, elektrofony, odtwarzacz CD, odtwarzacz MP3. Budowa tego typu wzmacniacza może być oparta na tranzystorach, lampach elektronowych lub też obu tych rodzajach elementów elektronicznych czynnych jednocześnie. Wyjście wzmacniacza elektroakustycznego obciążone jest zestawem głośnikowym, co ma na celu przetworzenie energii wzmocnionego sygnału elektroakustycznego w fale akustyczne. Zazwyczaj wzmacniacz elektroakustyczny posiada również wyjście słuchawkowe.
Główne parametry wzmacniacza elektroakustycznego to:
- pasmo przenoszenia – użyteczny zakres częstotliwości przetwarzanych przez wzmacniacz;
- charakterystyka częstotliwościowa – wykres zmian wzmocnienia w odniesieniu do użytecznego pasma akustycznego;
- stosunek sygnału do szumu – ang. S/N ratio, jednostka decybel (dB);
- współczynnik zawartości harmonicznych – ang. THD+N, w odniesieniu do sygnału wzorcowego i mocy znamionowej (%);
- współczynnik zniekształceń intermodulacyjnych (%);
- dynamika sygnału (dB);
- współczynnik tłumienia – ang. damping factor, stosunek impedancji obciążenia do impedancji źródła;
- maksymalna moc znamionowa – RMS moc skuteczna, jednostka wat (W);
- obciążalność wyjścia – zakres dozwolonej impedancji zestawów głośnikowych, zależnej od częstotliwości;
- sprawność energetyczna – zależna od zastosowanego wzmacniacza mocy;

Parametry te mogą służyć do ogólnej oceny jakości wzmacniacza, jednakże nie wyznaczają poziomu wierności sygnału wyjściowego w stosunku do wejściowego pod względem odbioru psychoakustycznego.
W konstrukcjach wzmacniaczy elektroakustycznych hi-fi (od ang. high fidelity, wysoka wierność) dąży się do uzyskania szerokiego i równomiernego pasma przenoszenia, małych zniekształceniach i niskich szumów własnych.